# Варисйоки
Варисйоки (в верхнем течении — Риронйоки) — река в России, протекает по территории Суоярвского района Карелии.

## Описание
Берёт своё начало из озера Хиетаярви, в верхнем течении река называется Риронйоки, ниже озера Виексинкиярви меняет название на Варисйоки. Устье реки находится в 38 км по левому берегу реки Хейняйоки. Длина реки — 14 км.
Также к бассейну Варисйоки относится озеро Сяркиярви.
Река протекает в ненаселённой местности вдали от населённых пунктов.

## Фотографии
|  |  |

## Данные водного реестра
По данным государственного водного реестра России относится к Балтийскому бассейновому округу, водохозяйственный участок реки — Шуя, речной подбассейн реки — Свирь (включая реки бассейна Онежского озера). Относится к речному бассейну реки Нева (включая бассейны рек Онежского и Ладожского озера).
Код объекта в государственном водном реестре — 01040100112102000014080.